# San Antonio las Rosas
San Antonio las Rosas är en ort i Mexiko.   Den ligger i kommunen San Cristobal De Casas och delstaten Chiapas, i den sydöstra delen av landet, 800 km öster om huvudstaden Mexico City. San Antonio las Rosas ligger 2 376 meter över havet och antalet invånare är 459.
Terrängen runt San Antonio las Rosas är lite kuperad. Runt San Antonio las Rosas är det ganska tätbefolkat, med 90 invånare per kvadratkilometer. Närmaste större samhälle är San Cristóbal de las Casas, 11,0 km väster om San Antonio las Rosas. I omgivningarna runt San Antonio las Rosas växer huvudsakligen savannskog.